# Georg Helm
.

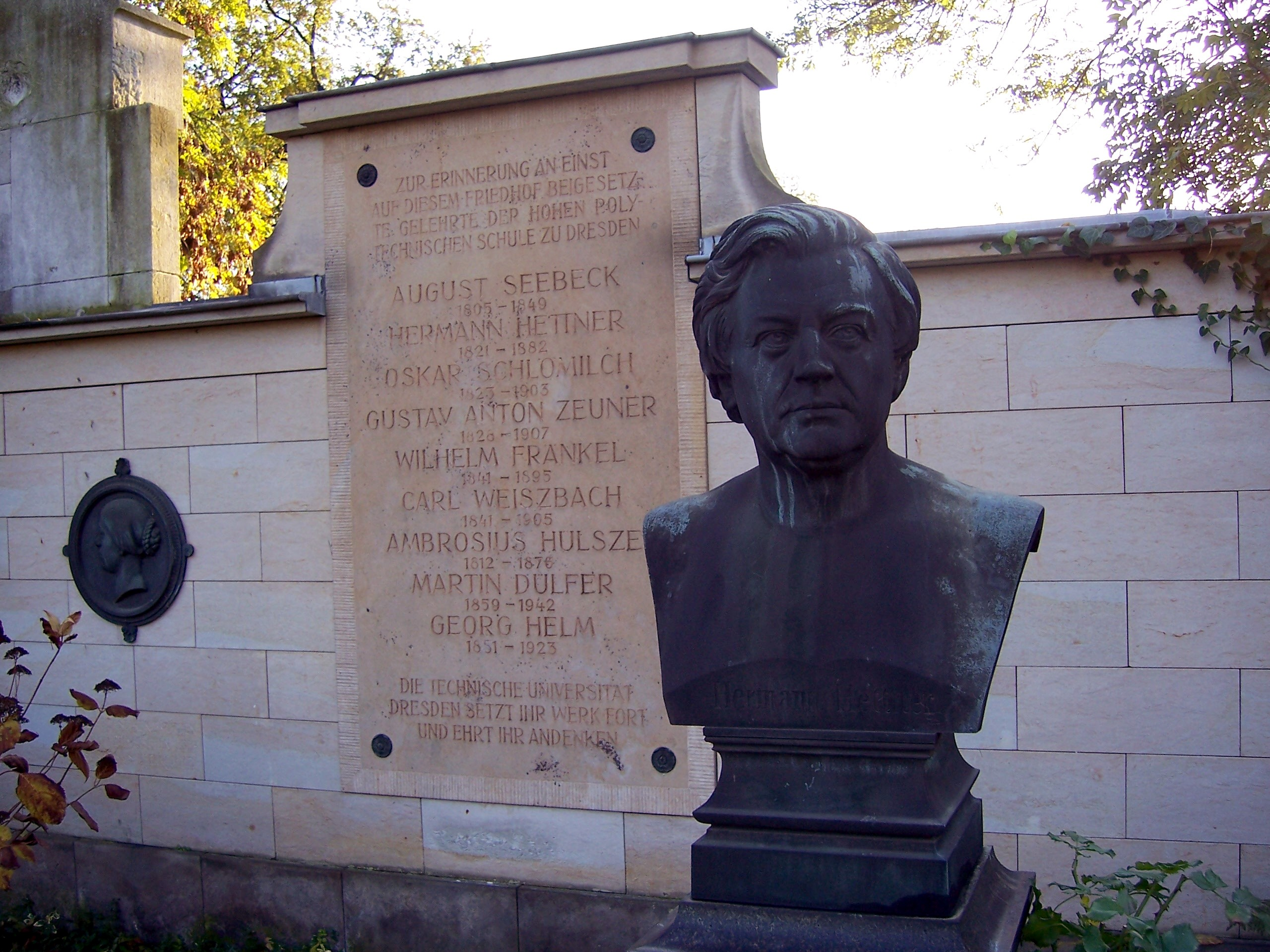
Placa memorială a lui Georg Helm în cimitirul Alter Annenfriedhof din Dresda

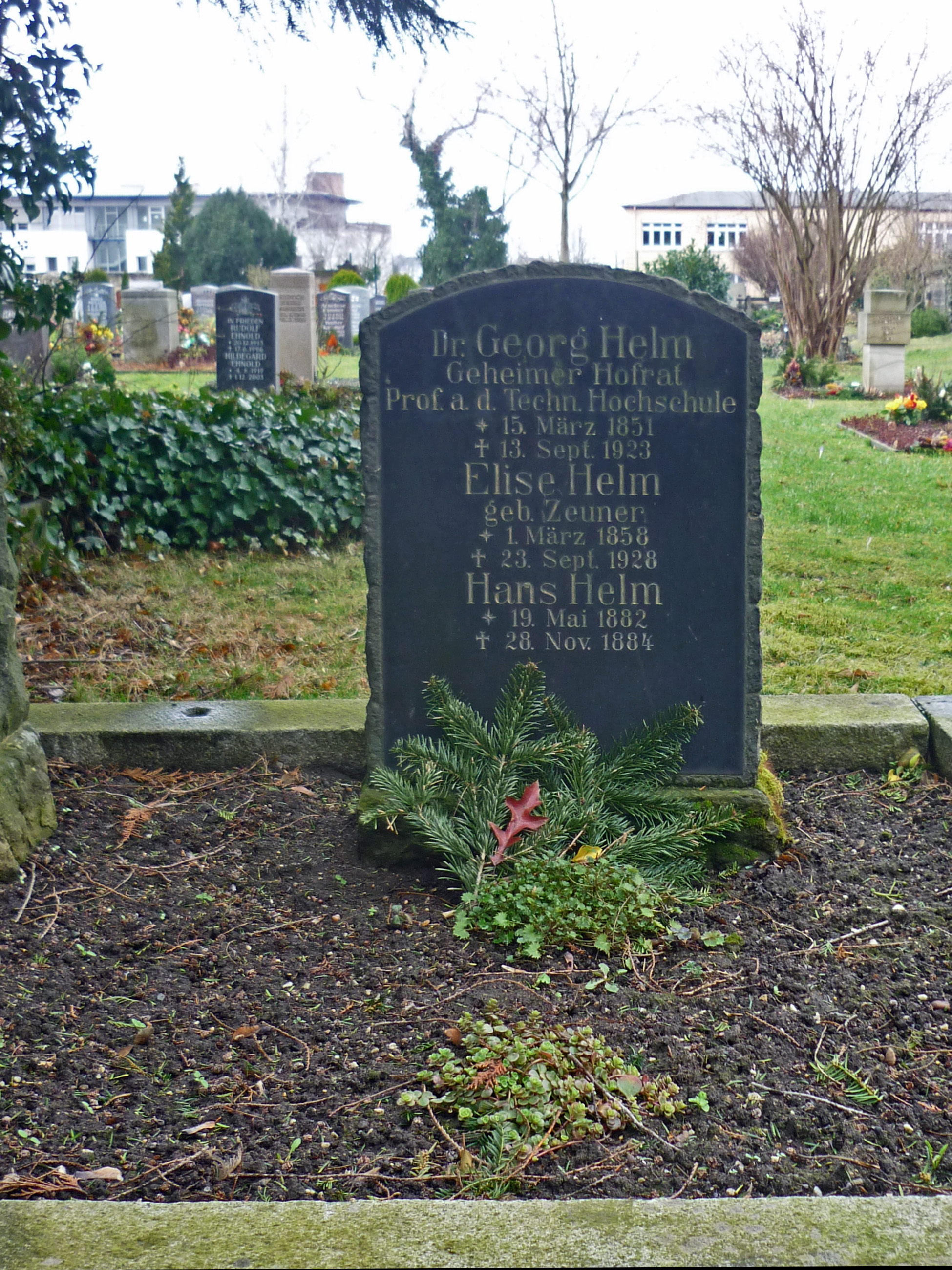
Mormîntul lui Georg Helm în cimitirul Alter Annenfriedhof din Dresda

Georg Ferdinand Helm (n. 15 martie 1851, Dresda, Regatul Saxoniei – d. 13 septembrie 1923, Dresda, Republica de la Weimar) a fost un matematician german.

## Biografie
Helm a absolvit Liceul „Sfânta Anna” din Dresda în 1867. După aceea a studiat matematica și științele naturii la Școala Politehnică din Dresda, apoi, din 1871 până în 1873, la universitățile din Leipzig și Berlin.
Prima dată Helm a predat la liceul Sfânta Anna, pe care l-a urmat. Apoi, din 1888 până în 1922 a predat matematica și fizica la Universitatea Tehnică din Dresda, al cărui rector a fost din 1906, și la Politehnica Regală Saxonă. A fost un profesor interdisciplinar, cu responsabilități didactice cuprinzând și un seminar despre statistica asigurărilor. Helm este autorul termenului chimie matematică fiind primul care în 1898 a clasificat proprietățile fizice și chimice ca fiind intensive sau extensive.
Lucrarea sa în domeniul economiei a postulat că banii sunt echivalentul economic al celei mai scăzute forme de entropie socială, așa cum este ea descrisă în lucrarea sa Studiul energiei (în germană Lehre von der Energie), 1887).

## Lucrări selectate
- Lehre von der Energie (Leipzig, 1887)
- Grundzüge der mathematischen Chemie (1894)

- The principles of mathematical chemistry: The energetics of chemical phenomena (New York, 1897)

- Die Energetik (Leipzig, 1898)
- Die Theorien der Elektrodynamik nach ihrer geschichtlichen Entwicklung (Leipzig, 1904)
- Die Grundlehren der höheren Mathematik (Leipzig, 1910)